# Heinrich zu Stolberg
Graf Heinrich zu Stolberg (* 2. Januar 1509 auf Schloss Stolberg (Harz); † 12. November 1572 ebenda) war ein deutscher Regent.

## Leben
Heinrich ist der vierte Sohn des regierenden Grafen Botho zu Stolberg und seiner Ehefrau Anna geb. Gräfin von Eppstein-Königstein. Seine älteste Schwester ist Juliana zu Stolberg, die Stammmutter des Hauses Nassau-Oranien. Seinen Rufnamen Heinrich erhielt er in Erinnerung an seinen Onkel Graf Heinrich d. J. zu Stolberg, dessen Leiche einen Tag nach seiner Geburt aus Köln kommend nach Stolberg gebracht wurde.
Zur Ausbildung weilte Heinrich mehrere Jahre am Hofe seines Großvaters Graf Eberhard von Eppstein in Königstein im Taunus. Zu seinen Lehrer zählte u. a. der Humanist Johannes Caesarius aus Köln.
Ab November 1525 studierte Heinrich an der Universität Leipzig, wo er von Tilemann Plathner begleitet wurde. Es gelang seinem Vater, für Heinrich Domherrenstellen in Köln und Mainz zu reservieren. Als 1538 eine Domherrenstelle in Halberstadt frei wurde, kehrte er in die Nähe seiner Heimat zurück und begann sich im Gut Dardesheim der Dompropstei häuslich einzurichten. Hier erhielt er 1542 die Nachricht, dass ihm die Domdechantenstelle am Domkapitel Köln nach dem Tod des Friedrich von Beichlingen übertragen wurde. So zog Heinrich wieder an den Rhein zurück. Dort stellte er schon bald fest, dass der Erzbischof Hermann von Wied sich dem Gedanken der Reformation angeschlossen hatte, den er selbst aktiv unterstützte. Gemeinsam mit dem Erzbischof wurde Graf Heinrich vom Papst seines Kirchenamtes enthoben.

## Nachkommen
Aus seiner Ehe mit Elisabeth († 1578), Tochter des Grafen Hektor I. von Gleichen, die er am 3. November 1556 in Quedlinburg geheiratet hatte, gingen folgende Kinder hervor:
- Botho (1559–1583)
- Ludwig Georg (1562–1618)
- Anna (1565–1601), als Anna III. Äbtissin von Quedlinburg
- Christoph (1567–1638)